# Presidente Getúlio
Presidente Getúlio là một đô thị thuộc bang Santa Catarina, Brasil. Đô thị này có diện tích 295,65 km², dân số năm 2007 là 13651 người, mật độ 44,1 người/km².